# Papilio rutulus
Papilio rutulus là một loài bướm thuộc họ Bướm phượng (Papilionidae). 
Loài Papilio rutulus được mô tả năm 1852 bởi Lucas. Loài bướm Papilio rutulus sinh sống ở British Columbia đến Bắc Dakota ở phía bắc đến Baja California và New Mexico ở phía nam .

## Hình ảnh

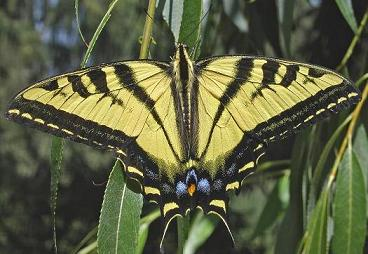
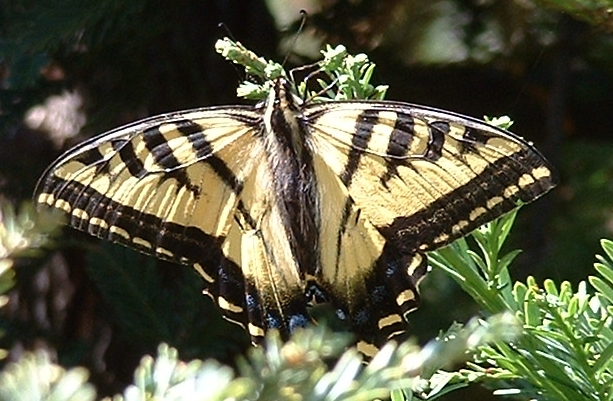
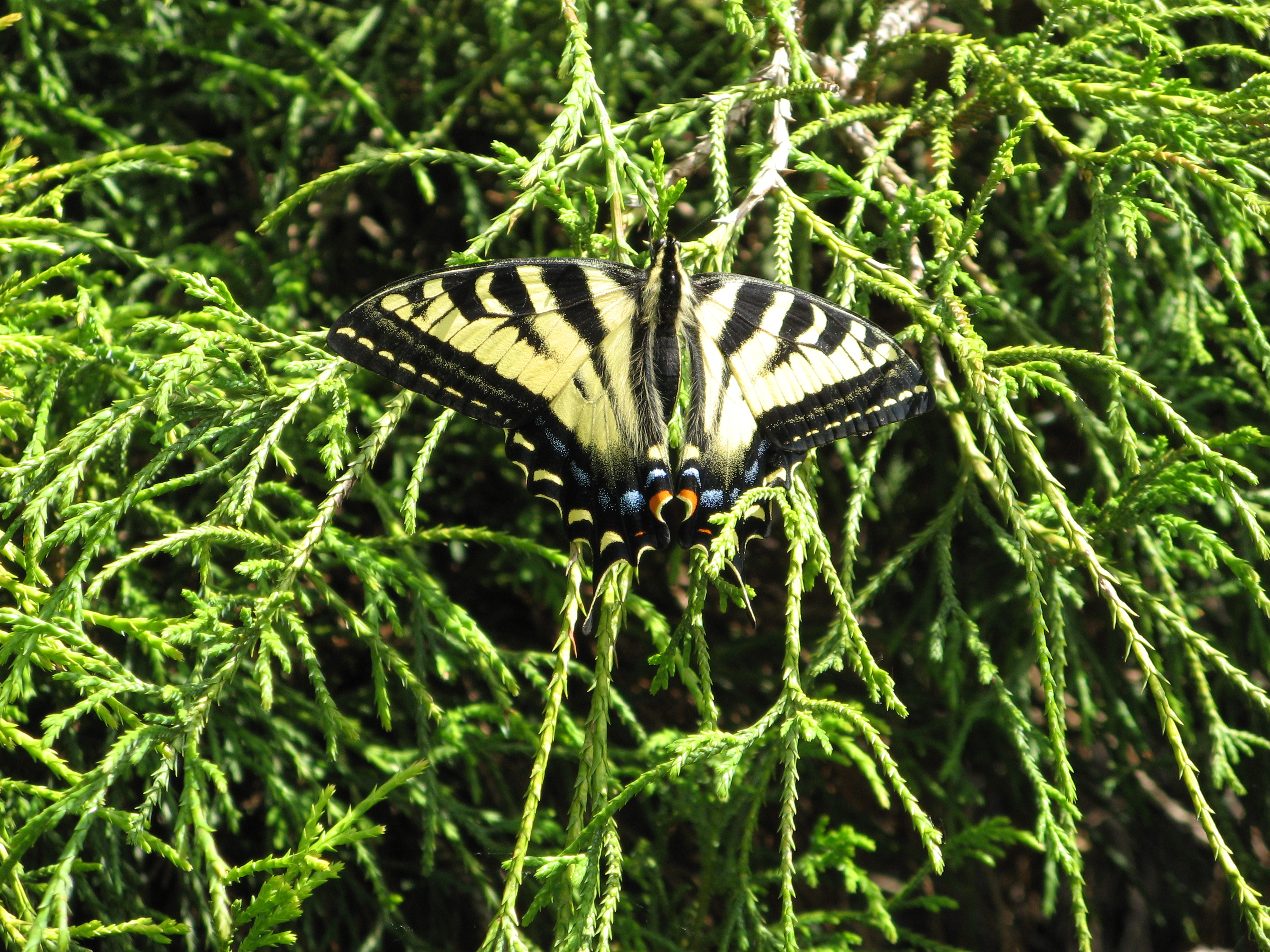